# Anisoplia bromicola
Anisoplia bromicola – gatunek chrząszcza z rodziny poświętnikowatych i podrodziny rutelowatych. Zamieszkuje Europę.

## Taksonomia
Gatunek ten opisany został po raz pierwszy w 1817 roku przez Ernsta Friedricha Germara pod nazwą Melolontha bromicola.

## Morfologia
Chrząszcz o owalnym w zarysie ciele długości od 10 do 12 mm. Głowa i przedplecze są czarne ze słabym połyskiem metalicznym, całe stosunkowo gęsto porośnięte odstającymi włoskami przeciętnej długości. Krawędzie boczne przedplecza przed kątami tylnymi są wycięte. Pokrywy miewają ubarwienie od żółtobrunatnego po brunatne z lekkimi przyciemnieniami po bokach. Przednia ⅓ pokryw jest stosunkowo gęsto porośnięta owłosieniem długim i wełnistym, pozostała ich część natomiast owłosieniem krótkim i rzadkim. Powierzchnia pokryw jest poprzecznie pomarszczona i punktowana, a rzędy i międzyrzędy są słabo zaznaczone. Samica ma boczne krawędzie pokryw z żeberkowatymi zgrubieniami poniżej guzów barkowych, natomiast u samca brak takich zgrubień. Całe pygidium gęsto obrastają długie, przylegające, jasne włosy na jego wierzchołku formujące zagęszczoną kępkę. Przednie odnóża mają stopy u samca krótkie i masywne, z wcięciem u nasady ostatniego członu, u samicy zaś cieńsze i dłuższe, bez takowego wcięcia. Spodnią stronę ciała gęsto porasta jasne owłosienie.

## Ekologia i występowanie
Owad palearktyczny, europejski, znany z Francji, Austrii, Włoch, Czech, Słowacji, Węgier, Słowenii, Chorwacji oraz Bośni i Hercegowiny. W całym zasięgu rzadko i nielicznie spotykany. Na „Czerwonej liście gatunków zagrożonych Republiki Czeskiej” umieszczony został jako gatunek krytycznie zagrożony (CR). Z Polski podany został w XIX wieku błędnie z okolic Rzeszowa.